# Volym 2
Volym 2 är det andra musikalbumet av den svenska kristna rockgruppen Jerusalem. Albumet är släppt på både svenska och engelska, den engelska titeln är Volume 2. Den svenska versionen är släppt på Prim Records och den engelska versionen är släppt på Lamb & Lion Records i USA och på Word Records i Storbritannien.

## Låtlista (svensk version)
Alla låtar är skrivna av Ulf Christiansson utom "Dialog" som är skriven av Dan Tibell
1. "Pass på"
2. "Bara rock 'n' roll"
3. "Kärlekssång"
4. "Getsemane"
5. "Jag behöver dej"
6. "Introduktion"
7. "Dialog"
8. "Ajöss med dej värld"
9. "Jag vill ge dej en blomma"

## Låtlista (engelsk version)
Alla låtar är skrivna av Ulf Christiansson utom "Dialogue" som är skriven av Dan Tibell
1. "Wake Up"
2. "Rock-n-Roll"
3. "Love Song"
4. "Gethsemane"
5. "I Depend On You, Jesus"
6. "Introduction"
7. "Dialogue (Between One Person)"
8. "Bye Bye World"
9. "A Flower"

## Medverkande

### Jerusalem
- Ulf Christiansson: sång, gitarr
- Anders Mossberg: bas
- Klas Anderhell: trummor
- Dan Tibell: keyboard

### Övriga medverkande
- Producent: Swante Bengtsson
- Tekniker: Boje Lundberg